# Liste der Denkmalensembles in Bad Frankenhausen
Die Liste der Denkmalensembles in Bad Frankenhausen ist eine Teilliste der Liste der Kulturdenkmale in Bad Frankenhausen und umfasst die als Ensembles erfassten Kulturdenkmale in der thüringischen Stadt Bad Frankenhausen.
Die Angaben in der Liste ersetzen nicht die rechtsverbindliche Auskunft der zuständigen Denkmalschutzbehörde.

## Legende
- Bild: zeigt ein Bild des Kulturdenkmals und gegebenenfalls einen Link zu weiteren Fotos des Kulturdenkmals im Medienarchiv Wikimedia Commons
- Bezeichnung: Name, Bezeichnung oder die Art des Kulturdenkmals
- Lage: Wenn vorhanden Straßenname und Hausnummer des Kulturdenkmals; Grundsortierung der Liste erfolgt nach dieser Adresse. Der Link Karte führt zu verschiedenen Kartendarstellungen und nennt die Koordinaten des Kulturdenkmals.
 Kartenansicht, um Koordinaten zu setzen – in dieser Kartenansicht sind Kulturdenkmale ohne Koordinaten mit einem roten bzw. orangen Marker dargestellt und können in der Karte gesetzt werden. Kulturdenkmale ohne Bild sind mit einem blauen bzw. roten Marker gekennzeichnet, Kulturdenkmale mit Bild mit einem grünen bzw. orangen Marker.
- Datierung: gibt das Jahr der Fertigstellung beziehungsweise das Datum der Erstnennung oder den Zeitraum der Errichtung an
- Beschreibung: bauliche und geschichtliche Einzelheiten des Kulturdenkmals, vorzugsweise die Denkmaleigenschaften
- ID: Die ID identifiziert das Kulturdenkmal eindeutig. In Thüringen sind aktuell keine IDs veröffentlicht. In der ID-Spalte kann sich auch folgendes Icon  befinden, dies führt zu Angaben zu diesem Kulturdenkmal bei Wikidata.

## Gruppen baulicher Anlagen

### Gruppe: Anger – Bad Frankenhausen
Die Gruppe „Anger – Bad Frankenhausen“ hat die ID 365.220.2282

| Bild                                    | Bezeichnung              | Lage             | Datierung | Beschreibung                                                                                                 | ID           |
| --------------------------------------- | ------------------------ | ---------------- | --------- | --- | ------------ |
| Direkt Bild zu diesem Denkmal hochladen | Wohngebäude              | Anger 4          |           | | 365.220.2283 |
| Direkt Bild zu diesem Denkmal hochladen | Wohngebäude              | Anger 5          |           | | 365.220.2284 |
| Direkt Bild zu diesem Denkmal hochladen | Wohngebäude/Mischnutzung | Anger 8          |           | | 365.220.2285 |
| Direkt Bild zu diesem Denkmal hochladen | Wohngebäude/Mischnutzung | Anger 9          |           | | 365.220.2286 |
| Fotos hochladen                         | Wirtschaft und Gewerbe   | Anger 11 (Karte) |           | | 365.220.2287 |
| Direkt Bild zu diesem Denkmal hochladen | Wirtschaft und Gewerbe   | Anger 12         |           | | 365.220.2288 |
| Direkt Bild zu diesem Denkmal hochladen | Wirtschaft und Gewerbe   | Anger 13         |           | ehemalige Angerapotheke, auch als Einzeldenkmal geführt, siehe Liste der Kulturdenkmale in Bad Frankenhausen | 365.220.2289 |
| weitere Bilder Fotos hochladen          | Wirtschaft und Gewerbe   | Anger 15 (Karte) |           | „Thüringer Hof“                                                                                              | 365.220.2290 |
| Direkt Bild zu diesem Denkmal hochladen | Wohngebäude              | Anger 16/17      |           | | 365.220.2291 |
| Direkt Bild zu diesem Denkmal hochladen | Wohngebäude/Mischnutzung | Anger 18         |           | | 365.220.2292 |
| Direkt Bild zu diesem Denkmal hochladen | Wohngebäude/Mischnutzung | Anger 20         |           | Eckgebäude, auch als Einzeldenkmal geführt, siehe Liste der Kulturdenkmale in Bad Frankenhausen              | 365.220.2298 |
| Direkt Bild zu diesem Denkmal hochladen | Wohngebäude/Mischnutzung | Anger 21         |           | | 365.220.2293 |
| Direkt Bild zu diesem Denkmal hochladen | Wohngebäude/Mischnutzung | Anger 22         |           | | 365.220.2294 |
| Direkt Bild zu diesem Denkmal hochladen | Wohngebäude/Mischnutzung | Anger 23         |           | | 365.220.2295 |
| Direkt Bild zu diesem Denkmal hochladen | Wohngebäude/Mischnutzung | Anger 27         |           | | 365.220.2296 |
| Direkt Bild zu diesem Denkmal hochladen | Wohngebäude/Mischnutzung | Anger 28         |           | | 365.220.2297 |
| Direkt Bild zu diesem Denkmal hochladen | Wohngebäude/Mischnutzung | Anger 30         |           | | 365.220.2299 |
| Direkt Bild zu diesem Denkmal hochladen | Wohngebäude/Mischnutzung | Kurstraße 5      |           | | 365.220.2300 |

### Gruppe: Kantor-Bischoff-Platz – Bad Frankenhausen
Die Gruppe „Kantor-Bischoff-Platz – Bad Frankenhausen“ hat die ID 365.220.2301

| Bild                                    | Bezeichnung              | Lage                    | Datierung | Beschreibung | ID           |
| --------------------------------------- | ------------------------ | ----------------------- | --------- | ------------ | ------------ |
| Direkt Bild zu diesem Denkmal hochladen | Wohngebäude/Mischnutzung | Kantor-Bischoff-Platz 2 |           |              | 365.220.2302 |
| Direkt Bild zu diesem Denkmal hochladen | Wohngebäude/Mischnutzung | Kantor-Bischoff-Platz 3 |           |              | 365.220.2303 |
| Direkt Bild zu diesem Denkmal hochladen | Wohngebäude/Mischnutzung | Kantor-Bischoff-Platz 4 |           |              | 365.220.2304 |
| Direkt Bild zu diesem Denkmal hochladen | Wohngebäude/Mischnutzung | Kantor-Bischoff-Platz 7 |           |              | 365.220.2305 |
| Direkt Bild zu diesem Denkmal hochladen | Wohngebäude/Mischnutzung | Klosterstraße 41        |           |              | 365.220.2306 |

### Gruppe: Klosterstraße – Bad Frankenhausen
Die Gruppe „Klosterstraße – Bad Frankenhausen“ hat die ID 365.220.2307

| Bild                                    | Bezeichnung              | Lage              | Datierung | Beschreibung | ID           |
| --------------------------------------- | ------------------------ | ----------------- | --------- | ------------ | ------------ |
| Direkt Bild zu diesem Denkmal hochladen | Wirtschaft und Gewerbe   | Klosterstraße 1   |           |              | 365.220.2308 |
| Direkt Bild zu diesem Denkmal hochladen | Wohngebäude/Mischnutzung | Klosterstraße 1a  |           |              | 365.220.2309 |
| Direkt Bild zu diesem Denkmal hochladen | Wohngebäude/Mischnutzung | Klosterstraße 2   |           |              | 365.220.2310 |
| Direkt Bild zu diesem Denkmal hochladen | Fläche Mischnutzung      | Klosterstraße 3   |           |              | 365.220.2311 |
| Direkt Bild zu diesem Denkmal hochladen | Wohngebäude/Mischnutzung | Klosterstraße 4   |           |              | 365.220.2312 |
| Direkt Bild zu diesem Denkmal hochladen | Wohngebäude/Mischnutzung | Klosterstraße 5   |           |              | 365.220.2313 |
| Direkt Bild zu diesem Denkmal hochladen | Wohngebäude/Mischnutzung | Klosterstraße 7   |           |              | 365.220.2314 |
| Direkt Bild zu diesem Denkmal hochladen | Wohngebäude/Mischnutzung | Klosterstraße 8   |           |              | 365.220.2315 |
| Direkt Bild zu diesem Denkmal hochladen | Fläche Mischnutzung      | Klosterstraße 11  |           |              | 365.220.2316 |
| Direkt Bild zu diesem Denkmal hochladen | Wohngebäude/Mischnutzung | Klosterstraße 13  |           |              | 365.220.2317 |
| Direkt Bild zu diesem Denkmal hochladen | Wohngebäude/Mischnutzung | Klosterstraße 15  |           |              | 365.220.2318 |
| Direkt Bild zu diesem Denkmal hochladen | Wohngebäude/Mischnutzung | Klosterstraße 15a |           |              | 365.220.2319 |
| Direkt Bild zu diesem Denkmal hochladen | Wohngebäude/Mischnutzung | Klosterstraße 16  |           |              | 365.220.2320 |
| Direkt Bild zu diesem Denkmal hochladen | Wohngebäude/Mischnutzung | Klosterstraße 18  |           |              | 365.220.2321 |
| Direkt Bild zu diesem Denkmal hochladen | Wohngebäude/Mischnutzung | Klosterstraße 19  |           |              | 365.220.2322 |
| Direkt Bild zu diesem Denkmal hochladen | Wohngebäude/Mischnutzung | Klosterstraße 20  |           |              | 365.220.2323 |
| Direkt Bild zu diesem Denkmal hochladen | Wohngebäude/Mischnutzung | Klosterstraße 21  |           |              | 365.220.2324 |
| Direkt Bild zu diesem Denkmal hochladen | Wohngebäude/Mischnutzung | Klosterstraße 22  |           |              | 365.220.2325 |
| Direkt Bild zu diesem Denkmal hochladen | Wohngebäude/Mischnutzung | Klosterstraße 23  |           |              | 365.220.2326 |
| Direkt Bild zu diesem Denkmal hochladen | Wohngebäude/Mischnutzung | Klosterstraße 24  |           |              | 365.220.2327 |
| Direkt Bild zu diesem Denkmal hochladen | Wohngebäude/Mischnutzung | Klosterstraße 24a |           |              | 365.220.2328 |
| Direkt Bild zu diesem Denkmal hochladen | Wohngebäude/Mischnutzung | Klosterstraße 24b |           |              | 365.220.2329 |
| Direkt Bild zu diesem Denkmal hochladen | Wohngebäude/Mischnutzung | Klosterstraße 25  |           |              | 365.220.2330 |
| Direkt Bild zu diesem Denkmal hochladen | Wohngebäude/Mischnutzung | Klosterstraße 25a |           |              | 365.220.2331 |
| Direkt Bild zu diesem Denkmal hochladen | Wohngebäude/Mischnutzung | Klosterstraße 27  |           |              | 365.220.2332 |
| Direkt Bild zu diesem Denkmal hochladen | Wohngebäude/Mischnutzung | Klosterstraße 28  |           |              | 365.220.2333 |
| Direkt Bild zu diesem Denkmal hochladen | Wohngebäude/Mischnutzung | Klosterstraße 29  |           |              | 365.220.2334 |
| Direkt Bild zu diesem Denkmal hochladen | Wohngebäude/Mischnutzung | Klosterstraße 30  |           |              | 365.220.2335 |
| Direkt Bild zu diesem Denkmal hochladen | Wohngebäude/Mischnutzung | Klosterstraße 31  |           |              | 365.220.2336 |
| Direkt Bild zu diesem Denkmal hochladen | Wohngebäude/Mischnutzung | Klosterstraße 32  |           |              | 365.220.2337 |
| Direkt Bild zu diesem Denkmal hochladen | Wohngebäude/Mischnutzung | Klosterstraße 33  |           |              | 365.220.2338 |
| Direkt Bild zu diesem Denkmal hochladen | Wohngebäude/Mischnutzung | Klosterstraße 34  |           |              | 365.220.2339 |
| Direkt Bild zu diesem Denkmal hochladen | Wohngebäude/Mischnutzung | Klosterstraße 35  |           |              | 365.220.2340 |
| Direkt Bild zu diesem Denkmal hochladen | Wohngebäude/Mischnutzung | Klosterstraße 36  |           |              | 365.220.2341 |
| Direkt Bild zu diesem Denkmal hochladen | Wohngebäude/Mischnutzung | Klosterstraße 37  |           |              | 365.220.2342 |
| Direkt Bild zu diesem Denkmal hochladen | Wohngebäude/Mischnutzung | Klosterstraße 38  |           |              | 365.220.2343 |
| Direkt Bild zu diesem Denkmal hochladen | Wohngebäude/Mischnutzung | Klosterstraße 39  |           |              | 365.220.2344 |
| Direkt Bild zu diesem Denkmal hochladen | Wirtschaft und Gewerbe   | Klosterstraße 40  |           |              | 365.220.2345 |

### Gruppe: Kräme – Bad Frankenhausen
Die Gruppe „Kräme – Bad Frankenhausen“ hat die ID 365.220.2346

| Bild                                    | Bezeichnung              | Lage    | Datierung | Beschreibung | ID           |
| --------------------------------------- | ------------------------ | ------- | --------- | ------------ | ------------ |
| Direkt Bild zu diesem Denkmal hochladen | Wohngebäude/Mischnutzung | Kräme 1 |           |              | 365.220.2347 |
| Direkt Bild zu diesem Denkmal hochladen | Wohngebäude/Mischnutzung | Kräme 2 |           |              | 365.220.2348 |
| Direkt Bild zu diesem Denkmal hochladen | Wohngebäude/Mischnutzung | Kräme 3 |           |              | 365.220.2349 |
| Direkt Bild zu diesem Denkmal hochladen | Wohngebäude/Mischnutzung | Kräme 5 |           |              | 365.220.2350 |

### Gruppe: Markt – Bad Frankenhausen
Die Gruppe „Markt – Bad Frankenhausen“ hat die ID 365.220.2351

| Bild                                    | Bezeichnung              | Lage          | Datierung | Beschreibung                                                                        | ID           |
| --------------------------------------- | ------------------------ | ------------- | --------- | ----------------------------------------------------------------------------------- | ------------ |
| Direkt Bild zu diesem Denkmal hochladen | Wohngebäude/Mischnutzung | Markt 2       |           |                                                                                     | 365.220.2352 |
| Direkt Bild zu diesem Denkmal hochladen | Fläche Mischnutzung      | Markt 3       |           |                                                                                     | 365.220.2353 |
| Direkt Bild zu diesem Denkmal hochladen | Wohngebäude/Mischnutzung | Markt 4       |           | auch als Einzeldenkmal geführt, siehe Liste der Kulturdenkmale in Bad Frankenhausen | 365.220.2354 |
| Direkt Bild zu diesem Denkmal hochladen | Wohngebäude/Mischnutzung | Markt 5       |           |                                                                                     | 365.220.2355 |
| Direkt Bild zu diesem Denkmal hochladen | Wohngebäude/Mischnutzung | Markt 6       |           |                                                                                     | 365.220.2356 |
| Direkt Bild zu diesem Denkmal hochladen | Wohngebäude/Mischnutzung | Markt 7       |           |                                                                                     | 365.220.2357 |
| Direkt Bild zu diesem Denkmal hochladen | Wohngebäude/Mischnutzung | Markt 8       |           |                                                                                     | 365.220.2358 |
| Direkt Bild zu diesem Denkmal hochladen | Wohn- und Geschäftshaus  | Markt 9       |           |                                                                                     | 365.220.2359 |
| Direkt Bild zu diesem Denkmal hochladen | Wohn- und Geschäftshaus  | Markt 10      |           |                                                                                     | 365.220.2360 |
| Direkt Bild zu diesem Denkmal hochladen | Wohngebäude/Mischnutzung | Marktstraße 1 |           |                                                                                     | 365.220.2361 |
| Direkt Bild zu diesem Denkmal hochladen | Wohngebäude/Mischnutzung | Marktstraße 2 |           |                                                                                     | 365.220.2362 |

### Gruppe: Oberkirchgasse – Bad Frankenhausen
Die Gruppe „Oberkirchgasse – Bad Frankenhausen“ hat die ID 365.220.2363

| Bild                                    | Bezeichnung               | Lage                 | Datierung | Beschreibung | ID           |
| --------------------------------------- | ------------------------- | -------------------- | --------- | ------------ | ------------ |
| Direkt Bild zu diesem Denkmal hochladen | Wohngebäude/Mischnutzung  | Oberkirchgasse 1     |           |              | 365.220.2364 |
| Direkt Bild zu diesem Denkmal hochladen | Wohngebäude/Mischnutzung  | Oberkirchgasse 2     |           |              | 365.220.2365 |
| Direkt Bild zu diesem Denkmal hochladen | Wohngebäude/Mischnutzung  | Oberkirchgasse 3     |           |              | 365.220.2366 |
| Direkt Bild zu diesem Denkmal hochladen | Wohngebäude/Mischnutzung  | Oberkirchgasse 4     |           |              | 365.220.2367 |
| Direkt Bild zu diesem Denkmal hochladen | Wohngebäude/Mischnutzung  | Oberkirchgasse 5     |           |              | 365.220.2368 |
| Direkt Bild zu diesem Denkmal hochladen | Wohngebäude/Mischnutzung  | Oberkirchgasse 7     |           |              | 365.220.2369 |
| Direkt Bild zu diesem Denkmal hochladen | Wohngebäude/Mischnutzung  | Oberkirchgasse 35    |           |              | 365.220.2370 |
| Direkt Bild zu diesem Denkmal hochladen | Fläche Sport und Freizeit | Oberkirchgasse 37    |           |              | 365.220.2371 |
| Direkt Bild zu diesem Denkmal hochladen | Wohngebäude/Mischnutzung  | Oberkirchgasse 39    |           |              | 365.220.2372 |
| Direkt Bild zu diesem Denkmal hochladen | Wohnbaufläche             | Oberkirchgasse 41    |           |              | 365.220.2373 |
| Direkt Bild zu diesem Denkmal hochladen | Wohnbaufläche             | Oberkirchgasse 43    |           |              | 365.220.2374 |
| Direkt Bild zu diesem Denkmal hochladen | Wohnen/Sport und Spiel    | Oberkirchgasse 45/47 |           |              | 365.220.2375 |
| Direkt Bild zu diesem Denkmal hochladen | Wohnbaufläche             | Oberkirchgasse 49    |           |              | 365.220.2376 |
| Direkt Bild zu diesem Denkmal hochladen | Wohnbaufläche             | Oberkirchgasse 51    |           |              | 365.220.2377 |
| Direkt Bild zu diesem Denkmal hochladen | Wohnbaufläche             | Oberkirchgasse 53    |           |              | 365.220.2378 |
| Direkt Bild zu diesem Denkmal hochladen | Wohngebäude/Mischnutzung  | Oberkirchgasse 55    |           |              | 365.220.2379 |
| Direkt Bild zu diesem Denkmal hochladen | Wohngebäude/Mischnutzung  | Am Quellgrund 10     |           |              | 365.220.2380 |
| Direkt Bild zu diesem Denkmal hochladen | Wohngebäude/Mischnutzung  | Badegasse 1          |           |              | 365.220.2381 |

### Gruppe: Poststraße – Bad Frankenhausen
Die Gruppe „Poststraße – Bad Frankenhausen“ hat die ID 365.220.2382

| Bild                                    | Bezeichnung              | Lage             | Datierung | Beschreibung | ID           |
| --------------------------------------- | ------------------------ | ---------------- | --------- | ------------ | ------------ |
| Direkt Bild zu diesem Denkmal hochladen | Wohngebäude/Mischnutzung | Poststraße 3     |           |              | 365.220.2383 |
| Direkt Bild zu diesem Denkmal hochladen | Fläche Mischnutzung      | Poststraße 5     |           |              | 365.220.2384 |
| Direkt Bild zu diesem Denkmal hochladen | Wohngebäude              | Poststraße 7     |           |              | 365.220.2385 |
| Direkt Bild zu diesem Denkmal hochladen | Wohngebäude/Mischnutzung | Poststraße 9     |           |              | 365.220.2386 |
| Direkt Bild zu diesem Denkmal hochladen | Wohngebäude/Mischnutzung | Poststraße 11    |           |              | 365.220.2387 |
| Direkt Bild zu diesem Denkmal hochladen | Wohngebäude/Mischnutzung | Poststraße 15    |           |              | 365.220.2388 |
| Direkt Bild zu diesem Denkmal hochladen | Wohngebäude/Mischnutzung | Poststraße 17    |           |              | 365.220.2389 |
| Direkt Bild zu diesem Denkmal hochladen | Wohngebäude/Mischnutzung | Poststraße 19    |           |              | 365.220.2390 |
| Direkt Bild zu diesem Denkmal hochladen | Wohngebäude/Mischnutzung | Poststraße 21    |           |              | 365.220.2391 |
| Direkt Bild zu diesem Denkmal hochladen | Wohngebäude/Mischnutzung | Poststraße 23    |           |              | 365.220.2392 |
| Direkt Bild zu diesem Denkmal hochladen | Wohngebäude/Mischnutzung | Poststraße 25    |           |              | 365.220.2394 |
| Direkt Bild zu diesem Denkmal hochladen | Wohngebäude/Mischnutzung | Poststraße 31    |           |              | 365.220.2395 |
| Direkt Bild zu diesem Denkmal hochladen | Wohngebäude/Mischnutzung | Poststraße 33    |           |              | 365.220.2396 |
| Direkt Bild zu diesem Denkmal hochladen | Gebäude Gesundheitswesen | Poststraße 34    |           |              | 365.220.2397 |
| Direkt Bild zu diesem Denkmal hochladen | Wohngebäude/Mischnutzung | Poststraße 35    |           |              | 365.220.2398 |
| Direkt Bild zu diesem Denkmal hochladen | Wohngebäude/Mischnutzung | Poststraße 36    |           |              | 365.220.2399 |
| Direkt Bild zu diesem Denkmal hochladen | Wohngebäude/Mischnutzung | Poststraße 38/40 |           |              | 365.220.2400 |
| Direkt Bild zu diesem Denkmal hochladen | Wohngebäude/Mischnutzung | Poststraße 39    |           |              | 365.220.2401 |

### Gruppe: Quartier – Bad Frankenhausen
Die Gruppe „Quartier – Bad Frankenhausen“ hat die ID 365.220.2402 und besteht aus
- Frauenstraße
- Neumarkt
- Schwedengasse

| Bild                                    | Bezeichnung              | Lage                    | Datierung | Beschreibung | ID           |
| --------------------------------------- | ------------------------ | ----------------------- | --------- | ------------ | ------------ |
| Direkt Bild zu diesem Denkmal hochladen | Wohngebäude/Mischnutzung | Frauenstraße 1          |           |              | 365.220.2403 |
| Direkt Bild zu diesem Denkmal hochladen | Wohngebäude/Mischnutzung | Frauenstraße 3          |           |              | 365.220.2404 |
| Direkt Bild zu diesem Denkmal hochladen | Wohngebäude/Mischnutzung | Frauenstraße 5          |           |              | 365.220.2404 |
| Direkt Bild zu diesem Denkmal hochladen | Wohngebäude/Mischnutzung | Frauenstraße 6          |           |              | 365.220.2406 |
| Direkt Bild zu diesem Denkmal hochladen | Wohngebäude/Mischnutzung | Frauenstraße 7          |           |              | 365.220.2407 |
| Direkt Bild zu diesem Denkmal hochladen | Wohngebäude/Mischnutzung | Frauenstraße 8          |           |              | 365.220.2408 |
| Direkt Bild zu diesem Denkmal hochladen | Wohngebäude/Mischnutzung | Frauenstraße 9          |           |              | 365.220.2409 |
| Direkt Bild zu diesem Denkmal hochladen | Wohngebäude/Mischnutzung | Frauenstraße 10         |           |              | 365.220.2410 |
| Direkt Bild zu diesem Denkmal hochladen | Wohngebäude/Mischnutzung | Frauenstraße 11         |           |              | 365.220.2411 |
| Direkt Bild zu diesem Denkmal hochladen | Wohngebäude/Mischnutzung | Frauenstraße 12         |           |              | 365.220.2412 |
| Direkt Bild zu diesem Denkmal hochladen | Wohngebäude/Mischnutzung | Frauenstraße 13         |           |              | 365.220.2413 |
| Direkt Bild zu diesem Denkmal hochladen | Wohngebäude/Mischnutzung | Frauenstraße 14         |           |              | 365.220.2414 |
| Direkt Bild zu diesem Denkmal hochladen | Wohngebäude/Mischnutzung | Frauenstraße 15         |           |              | 365.220.2415 |
| Direkt Bild zu diesem Denkmal hochladen | Wohngebäude/Mischnutzung | Frauenstraße 16         |           |              | 365.220.2416 |
| Direkt Bild zu diesem Denkmal hochladen | Wohngebäude/Mischnutzung | Frauenstraße 17         |           |              | 365.220.2417 |
| Direkt Bild zu diesem Denkmal hochladen | Wohngebäude/Mischnutzung | Frauenstraße 18         |           |              | 365.220.2418 |
| Direkt Bild zu diesem Denkmal hochladen | Wohngebäude/Mischnutzung | Frauenstraße 19         |           |              | 365.220.2419 |
| Direkt Bild zu diesem Denkmal hochladen | Wohngebäude/Mischnutzung | Frauenstraße 20         |           |              | 365.220.2420 |
| Direkt Bild zu diesem Denkmal hochladen | Wohngebäude/Mischnutzung | Frauenstraße 21         |           |              | 365.220.2421 |
| Direkt Bild zu diesem Denkmal hochladen | Wohngebäude/Mischnutzung | Frauenstraße 22         |           |              | 365.220.2422 |
| Direkt Bild zu diesem Denkmal hochladen | Wohngebäude              | Frauenstraße 23         |           |              | 365.220.2423 |
| Direkt Bild zu diesem Denkmal hochladen | Wohngebäude              | Frauenstraße 24         |           |              | 365.220.2424 |
| Direkt Bild zu diesem Denkmal hochladen | Wohngebäude              | Frauenstraße 25         |           |              | 365.220.2425 |
| Direkt Bild zu diesem Denkmal hochladen | Wohngebäude              | Frauenstraße 26         |           |              | 365.220.2426 |
| Direkt Bild zu diesem Denkmal hochladen | Wohngebäude              | Frauenstraße 27         |           |              | 365.220.2427 |
| Direkt Bild zu diesem Denkmal hochladen | Wohngebäude/Mischnutzung | Frauenstraße 28         |           |              | 365.220.2428 |
| Direkt Bild zu diesem Denkmal hochladen | Wohngebäude              | Frauenstraße 29         |           |              | 365.220.2429 |
| Direkt Bild zu diesem Denkmal hochladen | Wohngebäude/Mischnutzung | Frauenstraße 30         |           |              | 365.220.2430 |
| Direkt Bild zu diesem Denkmal hochladen | Wohngebäude/Mischnutzung | Neumarkt 1              |           |              | 365.220.2431 |
| Direkt Bild zu diesem Denkmal hochladen | Wohnbaufläche            | Neumarkt 2              |           |              | 365.220.2432 |
| Direkt Bild zu diesem Denkmal hochladen | Wohnbaufläche            | Neumarkt 3              |           |              | 365.220.2433 |
| Direkt Bild zu diesem Denkmal hochladen | Wohnbaufläche            | Neumarkt 4              |           |              | 365.220.2434 |
| Direkt Bild zu diesem Denkmal hochladen | Wohngebäude/Mischnutzung | Neumarkt 5              |           |              | 365.220.2435 |
| Direkt Bild zu diesem Denkmal hochladen | Wohnen/Sport-Freizeit    | Neumarkt 6              |           |              | 365.220.2436 |
| Direkt Bild zu diesem Denkmal hochladen | Wohngebäude/Mischnutzung | Neumarkt 7              |           |              | 365.220.2437 |
| Direkt Bild zu diesem Denkmal hochladen | Wohnen/Sport-Freizeit    | Neumarkt 8              |           |              | 365.220.2438 |
| Direkt Bild zu diesem Denkmal hochladen | Wohngebäude/Mischnutzung | Neumarkt 9/11           |           |              | 365.220.2439 |
| Direkt Bild zu diesem Denkmal hochladen | Wohngebäude/Mischnutzung | Neumarkt 10             |           |              | 365.220.2440 |
| Direkt Bild zu diesem Denkmal hochladen | Wohngebäude/Mischnutzung | Neumarkt 12             |           |              | 365.220.2441 |
| Direkt Bild zu diesem Denkmal hochladen | Wohnen/Sport-Freizeit    | Neumarkt 13             |           |              | 365.220.2442 |
| Direkt Bild zu diesem Denkmal hochladen | Wohngebäude/Mischnutzung | Neumarkt 14             |           |              | 365.220.2443 |
| Direkt Bild zu diesem Denkmal hochladen | Wohngebäude/Mischnutzung | Neumarkt 15             |           |              | 365.220.2444 |
| Direkt Bild zu diesem Denkmal hochladen | Wohngebäude/Mischnutzung | Neumarkt 16             |           |              | 365.220.2445 |
| Direkt Bild zu diesem Denkmal hochladen | Wohnen/Sport-Freizeit    | Neumarkt 17             |           |              | 365.220.2446 |
| Direkt Bild zu diesem Denkmal hochladen | Wohnbaufläche            | Neumarkt 18             |           |              | 365.220.2447 |
| Direkt Bild zu diesem Denkmal hochladen | Wohnen/Sport-Freizeit    | Neumarkt 19             |           |              | 365.220.2448 |
| Fotos hochladen                         | Wohngebäude/Mischnutzung | Neumarkt 20             |           |              | 365.220.2449 |
| Direkt Bild zu diesem Denkmal hochladen | Wohngebäude/Mischnutzung | Neumarkt 21             |           |              | 365.220.2450 |
| Direkt Bild zu diesem Denkmal hochladen | Wohngebäude/Mischnutzung | Neumarkt 22             |           |              | 365.220.2451 |
| Direkt Bild zu diesem Denkmal hochladen | Wohngebäude/Mischnutzung | Neumarkt 23             |           |              | 365.220.2452 |
| Direkt Bild zu diesem Denkmal hochladen | Wohnbaufläche            | Neumarkt 25             |           |              | 365.220.2453 |
| Direkt Bild zu diesem Denkmal hochladen | Wohnbaufläche            | Schwedengasse 1         |           |              | 365.220.2454 |
| Direkt Bild zu diesem Denkmal hochladen | Wohnbaufläche            | Schwedengasse 2         |           |              | 365.220.2455 |
| Direkt Bild zu diesem Denkmal hochladen | Wohnbaufläche            | Schwedengasse 3         |           |              | 365.220.2456 |
| Direkt Bild zu diesem Denkmal hochladen | Wohnbaufläche            | Schwedengasse 4         |           |              | 365.220.2457 |
| Direkt Bild zu diesem Denkmal hochladen | Wohnbaufläche            | Schwedengasse 5         |           |              | 365.220.2458 |
| Direkt Bild zu diesem Denkmal hochladen | Wohnbaufläche            | Schwedengasse 6         |           |              | 365.220.2459 |
| Fotos hochladen                         | Wohnbaufläche            | Schwedengasse 7 (Karte) |           |              | 365.220.2460 |

### Gruppe: Schloßstraße, Martinigasse – Bad Frankenhausen
Die Gruppe „Schloßstraße, Martinigasse – Bad Frankenhausen“ hat die ID 365.220.2461

| Bild                                    | Bezeichnung         | Lage            | Datierung | Beschreibung | ID           |
| --------------------------------------- | ------------------- | --------------- | --------- | ------------ | ------------ |
| Direkt Bild zu diesem Denkmal hochladen | Fläche Mischnutzung | Schloßstraße 1  |           |              | 365.220.2462 |
| Direkt Bild zu diesem Denkmal hochladen | Fläche Mischnutzung | Schloßstraße 4  |           |              | 365.220.2463 |
| Direkt Bild zu diesem Denkmal hochladen | Fläche Mischnutzung | Schloßstraße 6  |           |              | 365.220.2464 |
| Direkt Bild zu diesem Denkmal hochladen | Fläche Mischnutzung | Schloßstraße 7  |           |              | 365.220.2465 |
| Direkt Bild zu diesem Denkmal hochladen | Fläche Mischnutzung | Schloßstraße 8  |           |              | 365.220.2466 |
| Direkt Bild zu diesem Denkmal hochladen | Fläche Mischnutzung | Schloßstraße 9  |           |              | 365.220.2467 |
| Direkt Bild zu diesem Denkmal hochladen | Fläche Mischnutzung | Schloßstraße 10 |           |              | 365.220.2468 |
| Direkt Bild zu diesem Denkmal hochladen | Fläche Mischnutzung | Schloßstraße 12 |           |              | 365.220.2469 |
| Direkt Bild zu diesem Denkmal hochladen | Fläche Mischnutzung | Schloßstraße 14 |           |              | 365.220.2470 |
| Direkt Bild zu diesem Denkmal hochladen | Fläche Mischnutzung | Schloßstraße 16 |           |              | 365.220.2471 |
| Direkt Bild zu diesem Denkmal hochladen | Fläche Mischnutzung | Schloßstraße 18 |           |              | 365.220.2472 |
| Direkt Bild zu diesem Denkmal hochladen | Fläche Mischnutzung | Schloßstraße 20 |           |              | 365.220.2473 |
| Direkt Bild zu diesem Denkmal hochladen | Fläche Mischnutzung | Schloßstraße 22 |           |              | 365.220.2474 |
| Direkt Bild zu diesem Denkmal hochladen | Fläche Mischnutzung | Schloßstraße 24 |           |              | 365.220.2475 |
| Direkt Bild zu diesem Denkmal hochladen | Fläche Mischnutzung | Martinigasse 1  |           |              | 365.220.2476 |